# Лиздексамфетамин
Лиздексамфетами́н (сокращение от L-лизин-дексамфетамин) — психостимулятор группы амфетаминов, пролекарство дексамфетамина. Содержит L-лизин — природную аминокислоту, ковалентно связанную с дексамфетамином через амидную группу.

## Применение
Используется в западных странах в медицине для лечения синдрома дефицита внимания и гиперактивности (СДВГ) и компульсивного (психогенного) переедания от умеренной до тяжёлой степени тяжести. Лиздексамфетамина димезилат распространяется под торговым наименованием «Вайвэнс» (англ. Vyvanse), в Бразилии — «Винвэнс» (Venvanse), в Великобритании и ряде других европейских стран — «Илвэнс» (Elvanse), в Ирландии — «Тайвэнс» (Tyvense). Вайвэнс выпускается в капсулах по 10 мг, 20 мг, 30 мг, 40 мг, 50 мг, 60 мг, 70 мг.
Лиздексамфетамин одобрен для использования детьми 6—12 лет с СДВГ и взрослыми. Клинические испытания показали значительное смягчение психопатологических симптомов СДВГ у детей в возрасте 6—12 лет при приёме лиздексамфетамина.

## Метаболизм
Лиздексамфетамин — пролекарство, которое после приёма человеком в процессе метаболизма превращается в дексамфетамин и L-лизин.

## Побочные эффекты
У пациентов с СДВГ могут наблюдаться следующие побочные эффекты: снижение аппетита, снижение веса, анорексия, тревога, диарея, головокружение, раздражительность, сухость во рту, бессонница, тошнота, рвота и боль в верхней части живота.
Наиболее распространёнными побочными реакциями у взрослых с компульсивным перееданием были бессонница, снижение аппетита, чувство нервозности и тревоги, сухость во рту, увеличение частоты сердечных сокращений, запор.

## Правовой статус
В России лиздексамфетамин запрещён как производное амфетамина и входит в список I Перечня наркотических средств, психотропных веществ и их прекурсоров, подлежащих контролю в Российской Федерации.
В США включён в список II контролируемых веществ.